# واد سيباو
واد سيباو أو وادي النسا بالعربية، بالقبائلية: اسيف ن سيباو، هو النهر الرئيسي في بلاد القبائل الكبرى والمعروفة حاليا بتسمية ولاية تيزي وزو بـالجزائر
يصب في البحر الأبيض المتوسط بالقرب من مدينة دلس التي تتبع ولاية بومرداس.
سيبا هو أيضا الاسم الذي يطلق على المنخفض الذي يقطعه هذا النهر من بوبحير إلى إلى دلس.
طوله حوالي 120 كم
واد سيباو هو الحوض الذي يتلقى المياه الآتية من السفوح الشمالية لجبال جرجرة وأكفادو.

## الروافد
تصب فيه العديد من الروافد ومن أهمها حوض واد مسويا الكبير الذي ينبع من مرتفعات إيفرحونن
الروافد التي تصب في واد سيباو :
- واد مسويا
- واد بويدغاغن
- واد اوسردون
- واد تكانا
- واد تاجلت
- واد اث خليلي
- واد اث بوعدة

إن واد سيباو الذي صنع تاريخ واقتصاد منطقة القبائل أصبح اليوم مهددا بالاختناق بسبب نهب الرمال المتواصل لسريره مما قد يؤدي كارثة إيكولوجية وحتى إلى تغيير مساره.